# Tom Ibarra
Scènes principales
Marciac, Saint-Émilion Jazz Festival, Andernos Jazz Festival, JazzOpen Stuttgart, Heineken Jazzaldia, Nice Jazz Festival, Leopolis Jazz Fest, Cheltenham Jazz Festival, Jazz entre les Deux Tours, Jazz Au Phare, Umbria Jazz, JZ Festival Shanghai...
Tom Ibarra (né le 3 octobre 1999 à Hyères) est un guitariste et compositeur français. 

## Biographie
Dès l'âge de 6 ans, Tom apprend la guitare en autodidacte auprès de son grand-père maternel. Il suit également quelques cours particuliers et commence à composer à 11 ans.
À partir de 2011 il se présente au tremplin Sacem Jeune Talent au festival Jazz Musette des Puces de Saint-Ouen ; il y est primé en 2013 et 2014.
En 2015, il obtient le prix spécial du jury du festival Jazz Au Phare. C'est à partir de ce moment qu'il décide de s'entourer de musiciens. Il était jusqu'alors seul sur scène, avec un accompagnement qu'il enregistrait au préalable (batterie, basse, clavier). Cette même année voit la sortie de son premier album, 15.
En 2016, il reçoit le prix Jeune Espoir au tremplin Action Jazz à Bordeaux. 
En 2017, le festival Des Rives & des Notes d'Oloron-Sainte-Marie lui décerne quatre prix ; fin décembre il est le premier artiste à recevoir le prestigieux Rising Stars Jazz Award,. Ce prix obtenu à Londres lui permet de sillonner les festivals européens (Allemagne, Italie, Norvège, Ukraine, Grande-Bretagne, etc.) tout au long de l'année 2018, accompagné de son groupe, le Tom Ibarra Group, avec lequel il enregistre son deuxième album, Sparkling.
À 15 ans, puis à 17, le site culturel d'information Culturebox lui consacre deux articles,.
Après l'obtention de son baccalauréat en 2016, il étudie deux ans au CMDL, Centre des musiques Didier Lockwood.
Malgré son jeune âge, Tom Ibarra partage la scène avec de prestigieux musiciens internationaux, tels Didier Lockwood ou Sylvain Luc, en 2014 au festival Jazz Musette des Puces de Saint-Ouen, mais aussi avec Marcus Miller et son band, en 2016 au Saint-Emilion Jazz Festival, puis, en 2018, au Leopolis Jazz Fest et à Jazzopen à Stuttgart. En 2019, il invite Jean-Marie Ecay pour un hommage à Didier Lockwood au Pôle culturel de la ville d'Ambarès-et-Lagrave.
Il a également joué ses compositions avec Gergo Borlai, Federico Malaman, Igor Falacki ou Etibar Asadli. En 2019 il reprend avec Nina Attal le tube de Charlie Puth Done for me. 
En juin 2019 il partage, avec son groupe, la scène avec Earth, Wind and Fire au Klaipeda Castle Jazz Festival en Lituanie.
2020 est l'année du 3e album, Luma qui, avec les confinements successifs, sort en janvier 2021.
En juillet 2023, Tom Ibarra accompagne Marcus Miller et son groupe au Montreux Jazz Festival.

## Discographie
- 2015 : 15

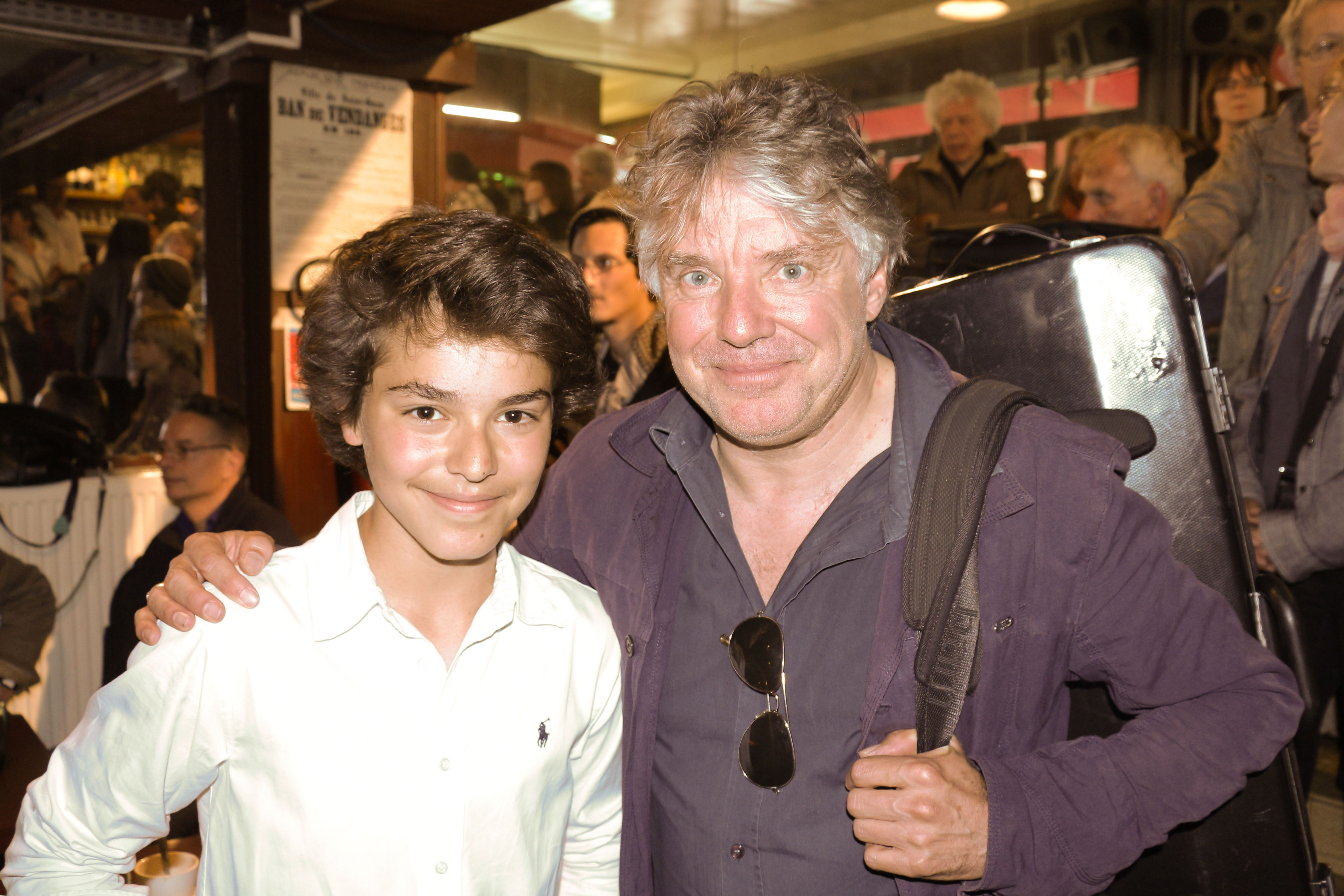
Tom Ibarra avec Didier Lockwood en 2013.

- 2018 : Sparkling, avec Michael League, bassiste et leader de Snarky Puppy et Stéphane Guillaume (saxophone) en guests
- 2021 : Luma (label Goatzic)

### Radio
- En janvier 2018, il est l'invité d'Alex Dutilh dans l'émission Open Jazz sur France Musique ; voir : « Tom Ibarra : portrait et biographie », sur France Musique (consulté le 9 mars 2019)

### Liens
- Site officiel
- Ressource relative à la musique :   - MusicBrainz